# وسلی پرسون
وسلی پرسون (انگلیسی: Wesley Person؛ زادهٔ ۲۸ مارس ۱۹۷۱) بازیکن بسکتبال اهل ایالات متحده آمریکا است.
از باشگاه‌هایی که در آن بازی کرده‌است می‌توان به ممفیس گریزلیز، پورتلند تریل بلیزرز، میامی هیت، دنور ناگتس، فینیکس سانز، کلیولند کاوالیرز، و آتلانتا هاوکس اشاره کرد.
وی در مسابقات کشوری و بین‌المللی در مجموع برندهٔ ۲ مدال طلا شده‌است.